# Белтерек
Белтере́к (каз. Белтерек) — село у складі Жарминського району Абайської області Казахстану. Адміністративний центр Бельтерецького сільського округу.
Населення — 376 осіб (2021; 450 у 2009, 772 у 1999, 1149 у 1989).
Національний склад станом на 1989 рік:
- казахи — 100 %

Станом на 1989 рік село називалось Бельтерек.